# Neuza Silva
Neuza Silva (Setúbal, 4 mei 1983) is een voormalig professioneel tennisspeelster uit Portugal. Ze begon op haar zevende met tennis en werd onder andere getraind door Paulo Lucas en André Lopes.

## Posities op deWTA-ranglijst
Positie per einde seizoen:
| jaartal | ranking enkelspel | ranking dubbelspel |
| ------- | ----------------- | ------------------ |
| 2010    | 850               | 659                |
| 2009    | 173               | 386                |
| 2008    | 162               | 212                |
| 2007    | 204               | 198                |
| 2006    | 495               | 497                |
| 2005    | 468               | 395                |
| 2004    | 421               | 522                |
| 2003    | 732               | 412                |
| 2002    | 710               | 423                |

## Palmares

### Gewonnen ITF-toernooien enkelspel
| nr. | finaledatum | toernooi    | ondergrond | tegenstandster in finale | score          |
| --- | ----------- | ----------- | ---------- | ------------------------ | -------------- |
| 1.  | 2004-06-13  | Alcobaça    | hardcourt  | Lucía Jiménez Almendros  | 7–5, 5–7, 6–1  |
| 2.  | 2004-10-24  | Évora       | hardcourt  | Laura Zelder             | 6–2, 2–6, opg. |
| 3.  | 2006-06-26  | Alcobaça    | hardcourt  | Han Xinyun               | 6–3, 2–6, 7–5  |
| 4.  | 2006-08-27  | Vlaardingen | gravel     | Pauline Wong             | 6–1, 6–2       |
| 5.  | 2006-09-17  | Lleida      | gravel     | Paula Fondevila Castro   | 5–7, 6–2, 7–6  |
| 6.  | 2007-02-25  | Portimão    | hardcourt  | Irena Pavlovic           | 7–6, 6–4       |
| 7.  | 2007-06-02  | Braga       | gravel     | Stéphanie Vongsouthi     | 6–1, 6–4       |
| 8.  | 2007-07-30  | La Coruña   | hardcourt  | Marina Erakovic          | 0–6, 7–5, 6–3  |
| 9.  | 2008-01-27  | Kaarst      | tapijt     | Renée Reinhard           | 6–3, 6–1       |
| 10. | 2008-07-13  | Felixstowe  | gras       | Sarah Borwell            | 6–3, 6–2       |
| 11. | 2008-08-03  | Vigo        | hardcourt  | Sílvia Soler Espinosa    | 6–3, 6–1       |
| 12. | 2009-07-12  | La Coruña   | hardcourt  | Vesna Dolonts            | 6–3, 6–1       |

### Gewonnen ITF-toernooien dubbelspel
| nr. | finaledatum | toernooi        | ondergrond | partner                 | tegenstandsters in finale              | score         |
| --- | ----------- | --------------- | ---------- | ----------------------- | -------------------------------------- | ------------- |
| 1.  | 2002-06-23  | Montemor-o-Novo | hardcourt  | Carlota Santos          | Alberta Brianti Frederica Piedade      | 6–4, 6–2      |
| 2.  | 2002-08-05  | Pontevedra      | hardcourt  | Frederica Piedade       | Alberta Brianti İpek Şenoğlu           | 6–2, 4–6, 6–2 |
| 3.  | 2002-09-29  | Lleida          | gravel     | Frederica Piedade       | Caroline Ann Basu Aliénor Tricerri     | 6–7, 6–2, 6–4 |
| 4.  | 2003-05-25  | Almería         | hardcourt  | İpek Şenoğlu            | Romy Farah Astrid Waernes              | 7–5, 5–7, 6–3 |
| 5.  | 2003-08-03  | Pontevedra      | hardcourt  | Gabriela Velasco Andreu | Veronika Litvinskaya Elena Poliakova   | 6–0, 6–1      |
| 6.  | 2004-05-16  | Monzón          | hardcourt  | Larissa Carvalho        | Joana Cortez Marina Tavares            | 6–2, 6–4      |
| 7.  | 2005-08-29  | Amarante        | hardcourt  | Joana Cortez            | Flavia Mignola Gabriela Velasco Andreu | 6–2, 6–3      |
| 8.  | 2005-10-11  | Bolton          | hardcourt  | Daniela Kix             | Veronika Chvojková Claire Peterzan     | 6–0, 6–2      |
| 9.  | 2006-10-11  | Mallorca        | gravel     | Nuria Sánchez García    | Anja Prislan Laura Siegemund           | 6–3, 6–1      |
| 10. | 2007-01-30  | Hull            | hardcourt  | Claire de Gubernatis    | Danielle Brown Elizabeth Thomas        | 6–7, 7–5, 6–4 |
| 11. | 2007-02-25  | Portimão        | hardcourt  | Nicole Thijssen         | Jessica Lehnhoff Robin Stephenson      | 6–4, 6–2      |
| 12. | 2007-03-26  | Athene          | hardcourt  | Nicole Thijssen         | Anna Koumantou Pemra Özgen             | 6–2, 6–4      |
| 13. | 2007-05-26  | Fuerteventura   | tapijt     | Nicole Thijssen         | Mariana Duque Mariño Roxane Vaisemberg | 6–1, 6–2      |
| 14. | 2007-07-09  | Mont-de-Marsan  | gravel     | Nina Brattsjikova       | Joana Cortez Teliana Pereira           | 6–3, 7–6      |
| 15. | 2007-08-10  | Coimbra         | hardcourt  | Kira Nagy               | Magdalena Kiszczyńska Yanina Wickmayer | 6–3, 3–6, 7–5 |
| 16. | 2008-07-05  | Mont-de-Marsan  | gravel     | İpek Şenoğlu            | Melanie Klaffner Frederica Piedade     | 6–4, 6–2      |
| 17. | 2008-07-27  | La Coruña       | hardcourt  | Nicole Thijssen         | Karen Castiblanco Paula Zabala         | 6–2, 6–2      |
| 18. | 2008-08-03  | Vigo            | hardcourt  | Nicole Thijssen         | Nina Brattsjikova Frederica Piedade    | 6–2, 6–4      |

## Resultaten grandslamtoernooien
| Legenda | Legenda                          |
| ------- | -------------------------------- |
| g.t.    | geen toernooi gehouden           |
| l.c.    | lagere categorie                 |
| –       | niet deelgenomen                 |
| G       | uitgeschakeld in de groepsfase   |
| 1R      | uitgeschakeld in de eerste ronde |
| 2R      | uitgeschakeld in de tweede ronde |
| 3R      | uitgeschakeld in de derde ronde  |
| 4R      | uitgeschakeld in de vierde ronde |
| KF      | uitgeschakeld in de kwartfinale  |
| HF      | uitgeschakeld in de halve finale |
| F       | de finale verloren               |
| W       | het toernooi gewonnen            |
| w-v     | winst/verlies-balans             |

### Enkelspel
| Toernooi        | 2009 |
| --------------- | ---- |
| Australian Open | –    |
| Roland Garros   | –    |
| Wimbledon       | 1R   |
| US Open         | –    |